# Тодор Хаджикостадинов
Тодор (Тоде) Хаджикостадинов или Хаджиконстантинов (изписване до 1945 година: Тодор хаджи Костадиновъ, Константиновъ) е български революционер, деец на Вътрешната македоно-одринска революционна организация и на Вътрешната македонска революционна организация.

## Биография
Тодор Хаджикостадинов е роден в 1870 или в 1874 година в Щип, тогава в Османската империя. Завършва II гимназиален клас и се занимава с търговия. Присъединява се към ВМОРО и става деец на Щипския революционен комитет. След Винишката афера от 1897 година и неуспешния опит за убийство на предателя Георги Иванов в Щип през юни 1899 година масовите арести парализират дейността на революционната организация в Щип. Единствено Хаджикостадинов ръководи организирана група, която се опитва да поддържа арестантите и техните семейства. През април 1900 година е арестуван и измъчван в Куршумли хан в Скопие. Според османските документи Тоде, син на Хаджи Костадин е българин, православен, арестуван на 28 януари 1901 година, обвинен в „присъединяване към бунтовническото движение и дръзване да употреби оръжие против жандармерията и султанската войска, които били изпратен да задушат въоръженото събиране в махалата Ново село, Щипска каза, където се призовавало на оръжие, и замесеност в сблъсъка, който со случил след това, в който били убити капитан Реджеп ефенди, поручик Али ефенди и воденичарят Тоде, а жандармът Хюсеин, пазачът Халид, пожарникарят Давуд, войниците Мехмед и Арслан, както и други чауши били ранени“. Осъден е на смърт. Лежи в Скопския затвор. Амнистиран е с общата амнистия от 12 април 1904 година.
При избухването на Балканската война в 1912 година е доброволец в Македоно-одринското опълчение и служи в партизанска чета № 53, начело с Еротей Николов, а след това в 1-ва рота на 14-а воденска дружина.
След Първата световна война е активист в Спомагателната организация на ВМРО.
Деец е на Симитлийското македонско братство.